# Болтенко, Андрей Александрович
Андре́й Алекса́ндрович Болте́нко (род. 14 июля 1973 года, Нью-Йорк, США) — российский телевизионный режиссёр и продюсер, ведущий, сценарист, постановщик массовых мероприятий. Главный режиссёр «Первого канала» (2005—2016), режиссёр «Евровидения 2009» и Церемонии открытия зимних Олимпийских игр 2014 года.

## Биография
Родился в Нью-Йорке, в семье переводчика в ООН Александра Анатольевича Болтенко и директора съёмочной группы «Союзторгрекламы» Татьяны Викторовны Болтенко. Когда Андрею было пять лет, родители вернулись в СССР, с тех пор он жил и работал в России.
Начал работать на телевидении в 16 лет, в телекомпании ВИD. Первым проектом стала молодёжная версия программы «Взгляд», которая называлась «13-31». Проект был закрыт после третьего выпуска.
После этого работал корреспондентом в программе «МузОбоз», на музыкальном телеканале «Космос-10» (позже — «Муз-ТВ»), занимался продюсерской деятельностью, съёмками клипов и рекламы.
В 1996 году работал над несколькими роликами предвыборной кампании Бориса Ельцина «Голосуй, или проиграешь».
В 1997 году окончил Российский университет дружбы народов, историко-филологический факультет, отделение международной журналистики.
С 1999 по 2016 год — на ОРТ/«Первом канале». Изначально занимал должность главного режиссёра Редакции музыкального вещания телеканала. В данной должности работал над программой «Утренняя почта» и различными документальными проектами на музыкальную тематику (в том числе и фильм «НАШЕствие-2000», снятый с эфира в сентябре 2000 года).
Осенью 2001 года стал главным режиссёром образованной Дирекции ночного вещания ОРТ (позже — «Первого канала»), руководителем которой был Дмитрий Дибров.
Параллельно с этим, с октября 2001 по январь 2002 года был ведущим игрового шоу «Обратный отсчёт», которое недолгое время выходило в эфир на телеканале «ТВ-6».
В августе 2003 года учредил компанию «АБВ-студия», которая специализируется на постановке и телевизионной съёмке крупномасштабных развлекательных проектов. В апреле 2008 года Болтенко также была основана компания «Ракета Медиа», занимающаяся дизайном видеоконтента для концертов и церемоний.
В 2010 году обе студии стали частью группы компаний «Andrei Boltenko Group».
С 2004 по 2005 год Андрей Болтенко был главным режиссёром Службы генерального продюсера ОАО «ОРТ/Первый канал». По просьбе Тимура Бекмамбетова он отснял сцену дня рождения Егора из фильма «Дневной Дозор».
В 2005—2016 годах — главный режиссёр «ОРТ/Первого канала». В данной должности руководил крупными постановочными проектами («Вечерний Ургант», «Две звезды», «Король ринга»), а также праздничными и авторскими концертами. В 2009 году стал режиссёром-постановщиком конкурса песни «Евровидение», за что был удостоен трёх премий ТЭФИ (включая одну личную награду) и почётной грамоты Президента РФ. В качестве сорежиссёра участвовал в создании совместного проекта «ОРТ/Первого канала» и компании «Disney» — сериала «После школы». Называет его одним из своих самых сложных проектов — подготовка к нему длилась в течение четырёх лет.
Болтенко дважды становился режиссёром Церемонии инаугурации президента РФ (Дмитрия Медведева в 2008 году и Владимира Путина в 2012 году).
Режиссёр-постановщик и автор сценария Церемонии открытия XXII Олимпийских игр в Сочи, режиссёр Церемонии передачи Олимпийского флага Сочи-2014 в Ванкувере в 2010 году.
В конце 2016 года покинул штат «ОРТ/Первого канала», должность главного режиссёра занял Роман Бутовский. Одновременно с этим «Andrei Boltenko Group» прекратило своё существование, но сам Болтенко продолжил принимать участие в проектах входивших туда студий.

## Семья
Со своей будущей женой Мариной Александровой впервые встретился в 2006 году на фестивале «Пять звёзд» в Сочи, но тогда встреча развития не имела. После рождения сына в декабре 2012 года пара тайно обвенчалась.
Сын Андрей (род. 11 июля 2012 г.), дочь Екатерина (род. 26 сентября 2015 г.).

По словам жены, у каждого из супругов есть бабушка с редким именем Леокадия и дед по имени Виктор Васильевич.

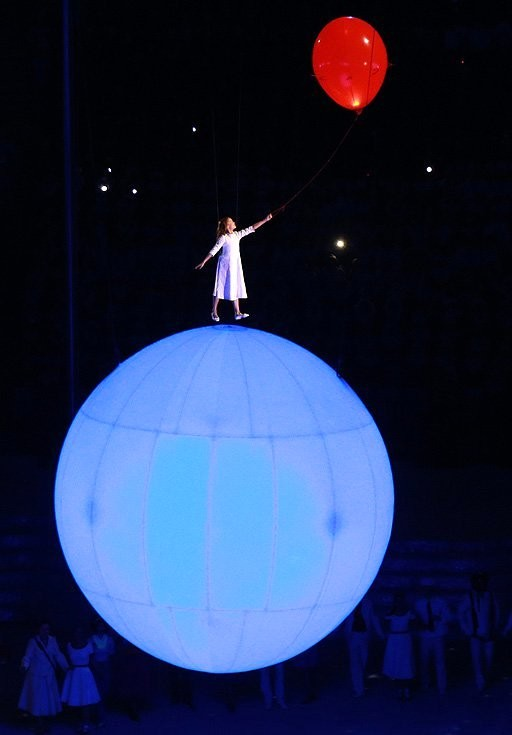
Театрализованная часть Церемонии открытия XXII зимних Олимпийских Игр в Сочи

## Награды
2005 год — лауреат Национальной премии в области шоу-технологий «SHOWTEX AWARDS» в номинации «Мега проекты с использованием шоу-технологий» (спектакль «Воины духа»)
23 апреля 2008 года — Медаль ордена «За заслуги перед Отечеством» I степени — за информационное обеспечение и активную общественную деятельность по развитию гражданского общества в Российской Федерации.
2008 год — лауреат премии «Первого канала» в номинации «Лучший режиссёр телевизионной программы» («Две звезды», «Король ринга»)
2009 год — лауреат национальной телевизионной премии за высшие достижения в области телевизионных искусств ТЭФИ в номинациях: «Продюсер телевизионной программы», «Режиссёр телепрограммы» и «Художник-постановщик программы» (конкурс песни «Евровидение 2009»).
9 декабря 2009 года — Почётная грамота Президента Российской Федерации — за активное участие в подготовке и проведении конкурса эстрадной песни «Евровидение-2009» в городе Москве
17 декабря 2011 года — Благодарность Президента Российской Федерации — за большой вклад в реконструкцию, реставрацию, техническое оснащение и торжественное открытие федерального государственного бюджетного учреждения культуры «Государственный академический Большой театр России»

## Список значимых проектов

### Режиссёр
- Документальный фильм «Юрий Визбор. Разрешите вам напомнить о себе» (1999) — телевизионный режиссёр
- Концерт «Прорыв-2000» — телевизионный режиссёр
- Документальный фильм «НАШЕствие-2000» (производство телекомпании ВИD) — постановщик
- Концерт Алсу «Рождение сверхновой» (2000) — телевизионный режиссёр
- Новогодняя программа «Венеция в Москве» (2001, ТВ-6) — постановщик[30]
- Телеигра «Русская рулетка» (2002—2003) — постановщик
- Телеигра «Кресло» (2002—2004, СТС) — постановщик
- Сольный концерт Алсу «Трилогия» (2003) — соавтор и постановщик
- Концерт Игоря Николаева «Миллион красивых женщин» (2003) — постановщик
- Концерт Валерии «Страна любви» (2003) — постановщик
- Концерт «Наша родина — СССР» (2003) — телевизионный режиссёр
- Церемонии вручения премии «ТЭФИ» (2003, 2004) — телевизионный режиссёр
- Церемонии вручения премии «Золотой граммофон» (2003—2005) — телевизионный режиссёр
- Музыкальные награды MTV Россия (2004, 2005, 2006, 2008) — постановщик[31][32]
- Музыкальный спектакль «Воины духа» (2004) — телевизионный режиссёр[33]
- Концерт группы «Браво» в Кремле (2004) — телевизионный режиссёр
- Концерт к 30-летию киножурнала «Ералаш» (2005) — телевизионный режиссёр
- Концерт группы «Моральный кодекс» во МХАТе им. Горького (2005) — телевизионный режиссёр[34]
- Церемонии вручения премии «Мисс Россия» (2005, 2006) — постановщик[35]
- Проводы олимпийской сборной в Кремле (2006) — телевизионный режиссёр
- Концерт «Красное лето» на Красной площади (2006) — постановщик[36]
- Музыкальное шоу «Две звезды» (2006) — соавтор и постановщик[27]
- Дневники «Фабрики звёзд-7» (2007) — телевизионный режиссёр[37]
- Торжественная церемония вступления в должность Президента РФ (2008[32], 2012)
- Боксёрское шоу «Король ринга» (2008) — соавтор и постановщик
- Программа «Брачные игры» (2010) — продюсер
- Программа «Здравствуйте, девочки» (2010) — продюсер
- Торжественный вечер в Роял Альберт-холле к 80-летию Михаила Горбачёва «Человек, который изменил мир» (2011) — телевизионный режиссёр
- Концерт Андрея Макаревича «LOVE» (2011) — постановщик[38]
- Торжественная церемония открытия Большого театра после реконструкции (2011) — постановщик[39]
- Сериал «После школы» (2012) — постановщик
- Программа «Вечерний Ургант» (2012) — соавтор
- Концерт Димы Билана «33» в Crocus City Hall (2014) — постановщик[36]
- Программа «Подмосковные вечера» (2016—2017) — второй режиссёр и сопродюсер[40][41]
- Мультимедийное шоу «Я — легенда» (2016) — соавтор и постановщик[42]
- Сериал «Окаянные дни» на онлайн-сервисе Premier (2020) — режиссёр 4-х новелл: «Счастливое окончание», «Братья», «Мать», «Розыгрыш»

### Продюсер
- «Утренняя почта» (1999—2001) — художественный руководитель
- Пол Маккартни: «Жизнь в Санкт-Петербурге» (2003)
- Сериал «После школы» на «Первом канале» (2012) — постановщик и продюсер
- Проект «Мастер и Маргарита. Я там был» (2016) — креативный продюсер[43]
- Проект «#мызамир» к 73-й годовщине Победы в ВОВ (2018) — креативный продюсер[44]
- Развлекательное шоу «Дело было вечером» на СТС (2019—2020) — продюсер
- Познавательно-развлекательная программа «Галилео» на СТС (2020—2021) — продюсер
- Сериал «Окаянные дни» на онлайн-сервисе Premier (2020) — продюсер